# バリエ
バリエ (ドイツ語: Balje) は、ドイツ連邦共和国ニーダーザクセン州のシュターデ郡に属す町村（以下、本項では便宜上「町」と記述する）で、1971年以降ザムトゲマインデ・ノルトケーディンゲンを構成する自治体の一つである。

## 地理

### 位置
バリエはオステ川とエルベ川との間のケーディンゲン地方に位置する。エルベ川の対岸にはブルンスビュッテルがある。地形はオステ川河口に接するヘルナー外堤の一部で、バリアー外堤に分類されるエルベ川堤防によって形成され、東はヴェヒテルン外堤とシュテレンフレート外堤に接する。
フライブルク/エルベとノイハウスとを結ぶ州道111号線が町内を通っている。
この町はドイツ・フェリー街道沿いにある。
町は農業が主な産業で、農地、湿地草原、果樹園が町域の多くを占めている。集落は街道沿いに点在している。森はこの町にはほとんど無い。

### 隣接する町村
バリエは、西はノイハウスおよびベールム、南はゲーファースドルフ、東はエーダークヴァルトおよびクルンメンダイヒと境を接する。

### 自治体の構成

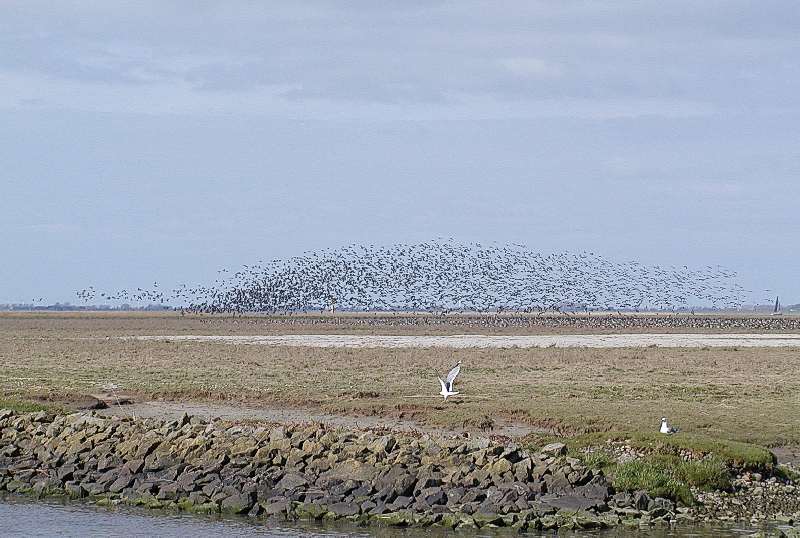
バリエの鳥類保護区

この町は首邑のバリエの他、以下の集落で構成される。
| - エルプダイヒ - ヘルネ - ノイエンホーフ - アルテンヴィッシュ - クーケンビュッテル - ミューレンヴィッシュ - ヴィッシュ - フェルトホーフ - ファウレンホーフ - アウセンダイヒ - ヴェールケン | - バリアードルフ - リッタースハウゼン - ジューダーダイヒ＝ヴェスト - ジューダーダイヒ＝オスト - ローゼンクランツ - ヒュンケンビュッテル - エッガーカンプ - ブライテンダイヒ - デア・フレン（鳥類保護区） - アイアードルフ |

## 歴史

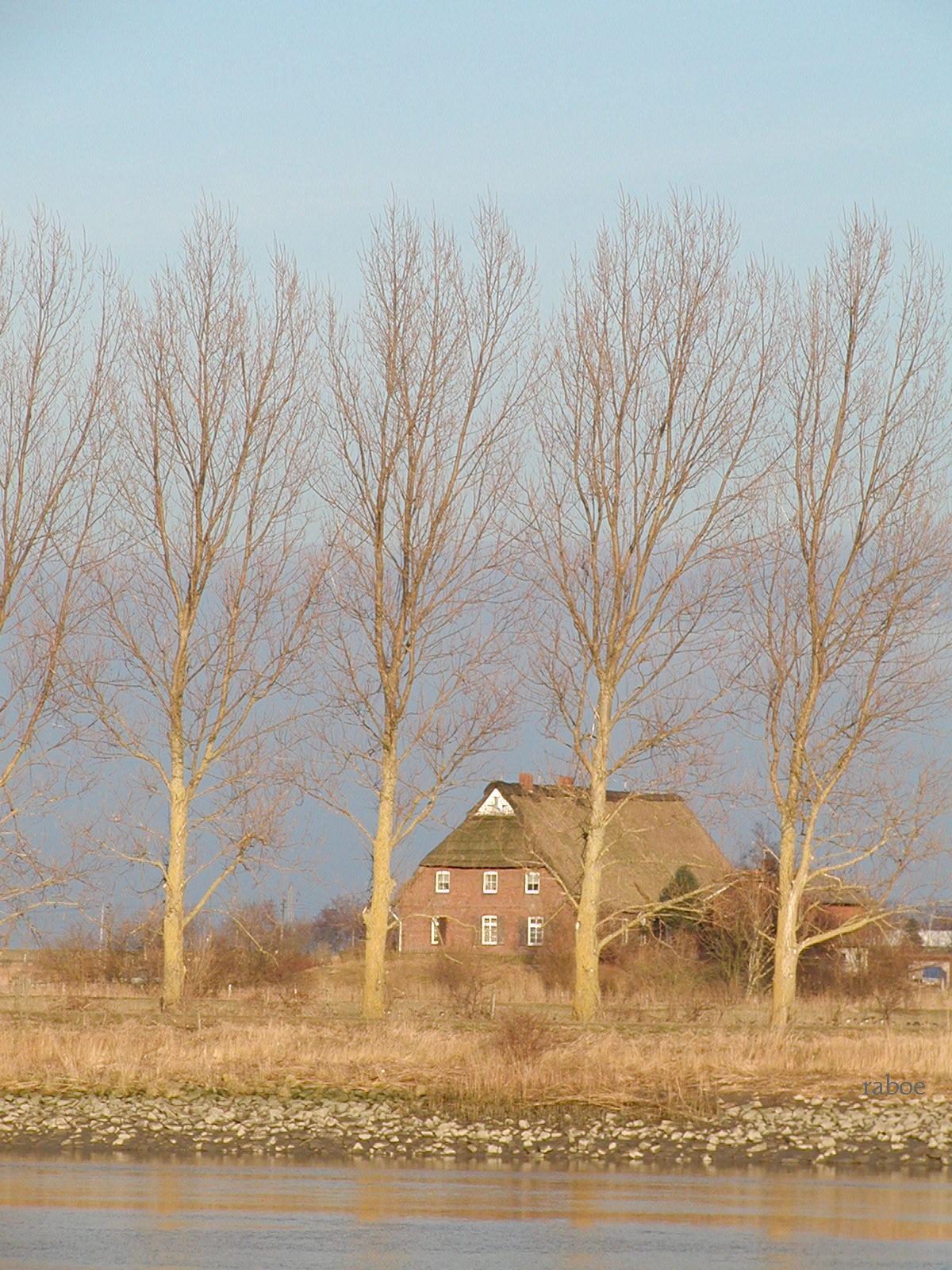
オステ川沿いの農家

ケーディンゲン地方は元々、エルベ川下流域の中州であった。紀元前後の時代に徐々に砂が堆積し、3つの大きな中州が形成されていった。バリエ島、ヴェヒテン島、ハーメルヴェルデン島である。ローマ帝国の船団でエルベ川に達したプリニウスは、河畔の人々がヨシやイグサで作った網で漁業を営んで生活していると報告している。
カロリング朝時代、おそらくハーメルヴェルデン、および現在のバリエ町内の東部に税関が設けられていた。船による往来にはエルベ川本流だけでなく、多くの細い水路も利用された。陸路は状態が悪く、通行に不便であったためである。橋や、後の水門の前身などが水路上にも設けられたが航行に支障をきたさないように配慮された。中世になるにつれ、元々単なる泥土の堆積だった場所に、川辺に特徴的な植物が息づき、両生類が棲息する環境が形成されていった。こうした土地は牧草地として利用されるようになった。
三十年戦争終結後、湿地へ盛んに入植がなされるようになった。特に貧しい日雇い労務者の定住地として入植は進んだ。農業だけでなく、レンガの生産に必要な粘土の採掘が行われた。この労働集約的な生産は工業化されず、他の地域の安価な競合品に市場を奪われた。
古い教会を有したこの集落（教会は後に焼失した）は教会組織上ブレーメン司教区の管轄下にあったが、政治的にも領主権は司教本部が有していた。北海沿いの他の農村がそうであったように、ケーディンゲン地方の農民達は一定の自治権を享受していた。司教の名において村を統治するリーダーは住民によって選出され、シュターデの地方裁判所は控訴審裁判所として利用された。1648年、ヴェストファーレン条約により、この地域にスウェーデン領となった。1719年にはハノーファー選帝侯領となり、1866年にはプロイセン領となった。第二次世界大戦中はエルベ川対岸のブルンスビュッテル近郊にあった運河水門を護るためにバリエに砲台が設けられた。バリエは1947年からニーダーザクセン州の一部となった。元々この町は、1932年にシュターデ郡に編入されたケーディンゲン郡に属していた。

### 宗教
この町の住民の多くはプロテスタントの信者である。教会はバリエ地区にある。

## 行政

### 議会
バリエの町議会は11議席からなる。

### 首長
町長はヘルマン・ベッシュ (CDU) である。

### 紋章
バリエの紋章は1948年4月26日に制定された。青地で基部に銀の波形に分割された部分がある。中央には舌付きの鐘が浮かんでいる。
この紋章は伝説を想起させる。ある洪水の時、バリエの住民がブルンスビュッテルの教会の金を盗んだ。鐘は西風のたびに「おぉい、ブルンスビュッテル！」と鳴った。長い時が過ぎ、ケーディンゲン地方の洪水の際にブルンスビュッテルの住民達が救援に訪れ、鐘を持ち帰ったのである。

## 文化と見所

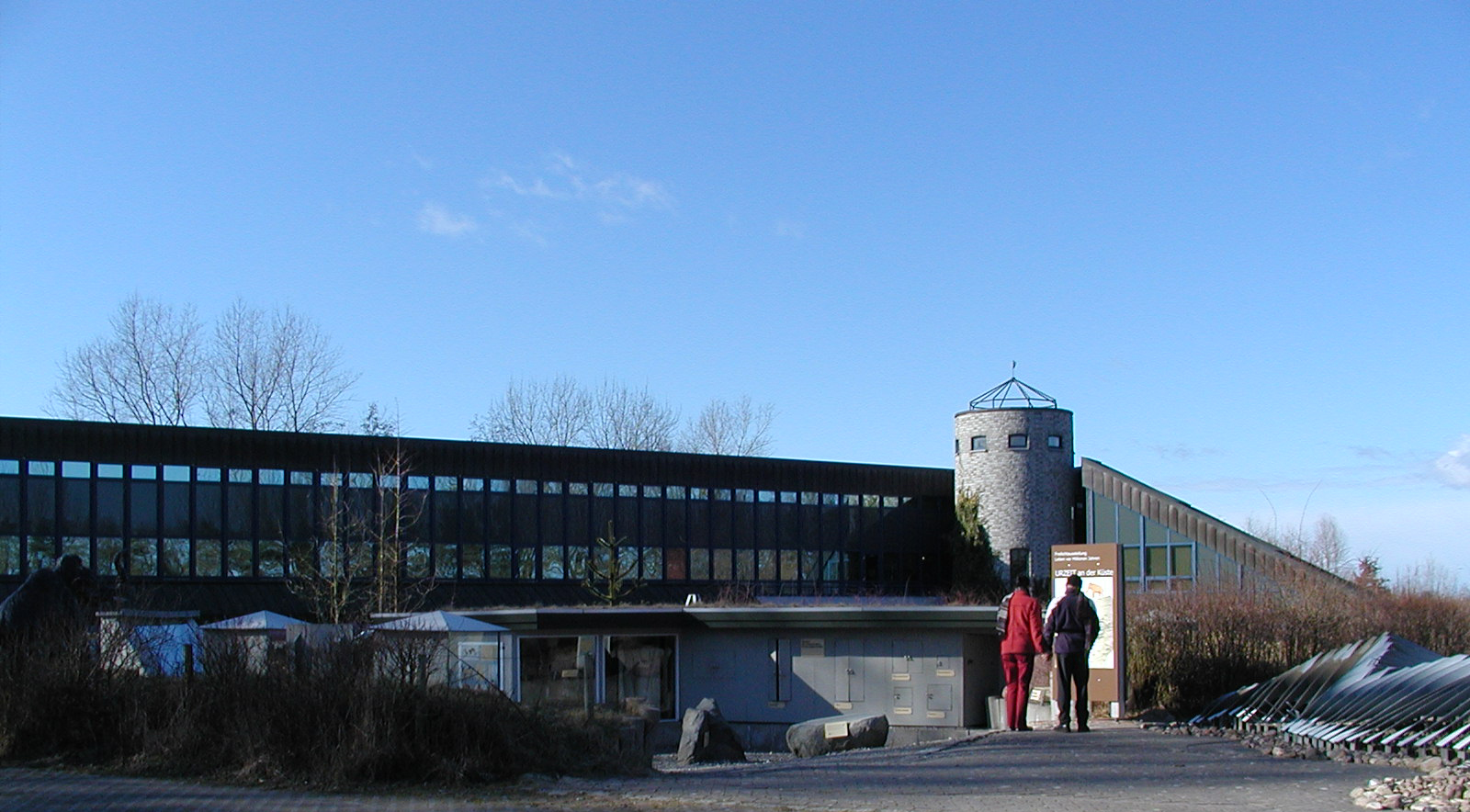
ナトゥロイム・ニーダーエルベ

### 博物館
- ナトゥロイム・ニーダーエルベ: 自然・野外博物館

### 建築

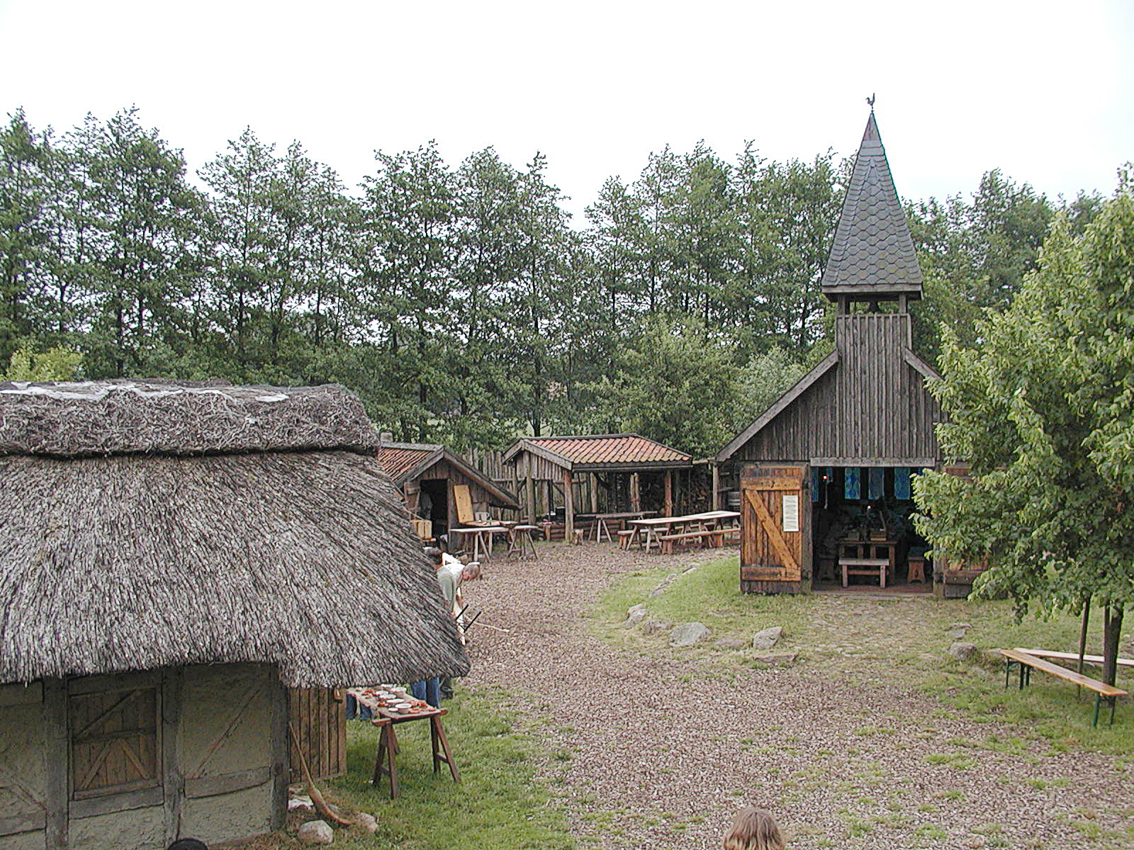
バリエの中世村

- 聖マリア教会: 焼失した中世の教会跡地に1938年に建設されたレンガ造りの教会。
- 中世村「オプ・デ・ホルン」: ヘルネ地区にある。中世様式の8棟の建物と歴史庭園からなる。
- エルベ川下流の2基の灯台
- オステ川の水門

### 公園
- オプ・デ・ホルンの庭園

## 経済と社会資本

### 交通
フライブルク/エルベ - ゲーファースドルフ - ノイハウスと経由する道路を介して連邦道B73号線に接続する。シュターデからイッツヴェルデン - ゲーファースドルフ行きのバス路線（2025系統）がある。最寄りの駅はクックスハーフェン - ハンブルク線のカーデンベルゲである。
バリエとフライブルク/エルベやイッツヴェルデンとを結んでいた狭軌鉄道ケーディンガー・クライスバーンは1933年に廃線となり、1935年までに完全に撤去された。

### 教育
- 基礎課程学校

## 引用
1. ↑  Landesamt für Statistik Niedersachsen, LSN-Online Regionaldatenbank, Tabelle A100001G: Fortschreibung des Bevölkerungsstandes, Stand 31. Dezember 2023